# Spikskogsnewtonia
Spikskogsnewtonia (Newtonia archboldi) är en fågel i familjen vangor inom ordningen tättingar.

## Utbredning och systematik
Fågeln förekommer i ökenområden på Madagaskar. Den behandlas som monotypisk, det vill säga att den inte delas in i några underarter.

## Namn
Fågelns vetenskapliga artnamn hedrar Richard Archbold (1907-1976), amerikansk zoolog anställd vid American Museum of Natural History men även filantrop och sponsor av expeditioner till bland annat Nya Guinea och Stilla havet. Tidigare kallades den archboldnewtonia även på svenska, men tilldelades 2023 ett mer informativt namn av BirdLife Sveriges taxonomikommitté. Släktesnamnet Newtonia hedrar Sir Edward Newton (1832-1897), brittisk kolonial administratör på Mauritius samt naturforskare och samlare av specimen på Madagaskar 1861-1862 och i Seychellerna 1866.

## Status
Arten har ett begränsat utbredningsområde och beståndsutvecklingen är oklar. Den anses dock inte vara hotad.  IUCN kategoriserar arten som livskraftig.